# VIP Ecuador
VIP (Vuelos Internos Privados) fue una aerolínea comercial ecuatoriana con sede en Quito, Ecuador, Fue fundada en 1997 y transportaba pasajeros y carga, entre destinos regionales de Ecuador, además de vuelos chárter. En 2003 fue adquirida por Sinergy Group, propietaria del grupo Avianca. Cesó sus operaciones en 2012, al fusionarse con Aerogal, hoy Avianca Ecuador. 

## Historia
VIP se fundó en 1997 como una empresa de vuelos chárter que prestaba servicios solo a miembros asociados. En julio de 1997, la empresa comenzó a operar vuelos chárter, transportando pasajeros y carga entre destinos regionales en Ecuador. La aerolínea también participó activamente en el tráfico chárter, incluso para la industria petrolera. En 2001, VIP comenzó a operar vuelos comerciales regulares. 
En 2003 pasó a formar parte del Grupo Synergy como parte de una estrategia para crear una aerolínea continental bajo la marca Avianca, que poseía el 100% de sus acciones.
En octubre de 2011, la aerolínea era administrada por AeroGal, quien bajo aeronaves propias operaba dos destinos de la aerolínea, la venta y distribución de boletos también se incluían en los itinerarios y registros de la aerolínea que forma parte de la alianza Avianca Group. En 2012, VIP dejó de operar después de fusionarse con AeroGal.

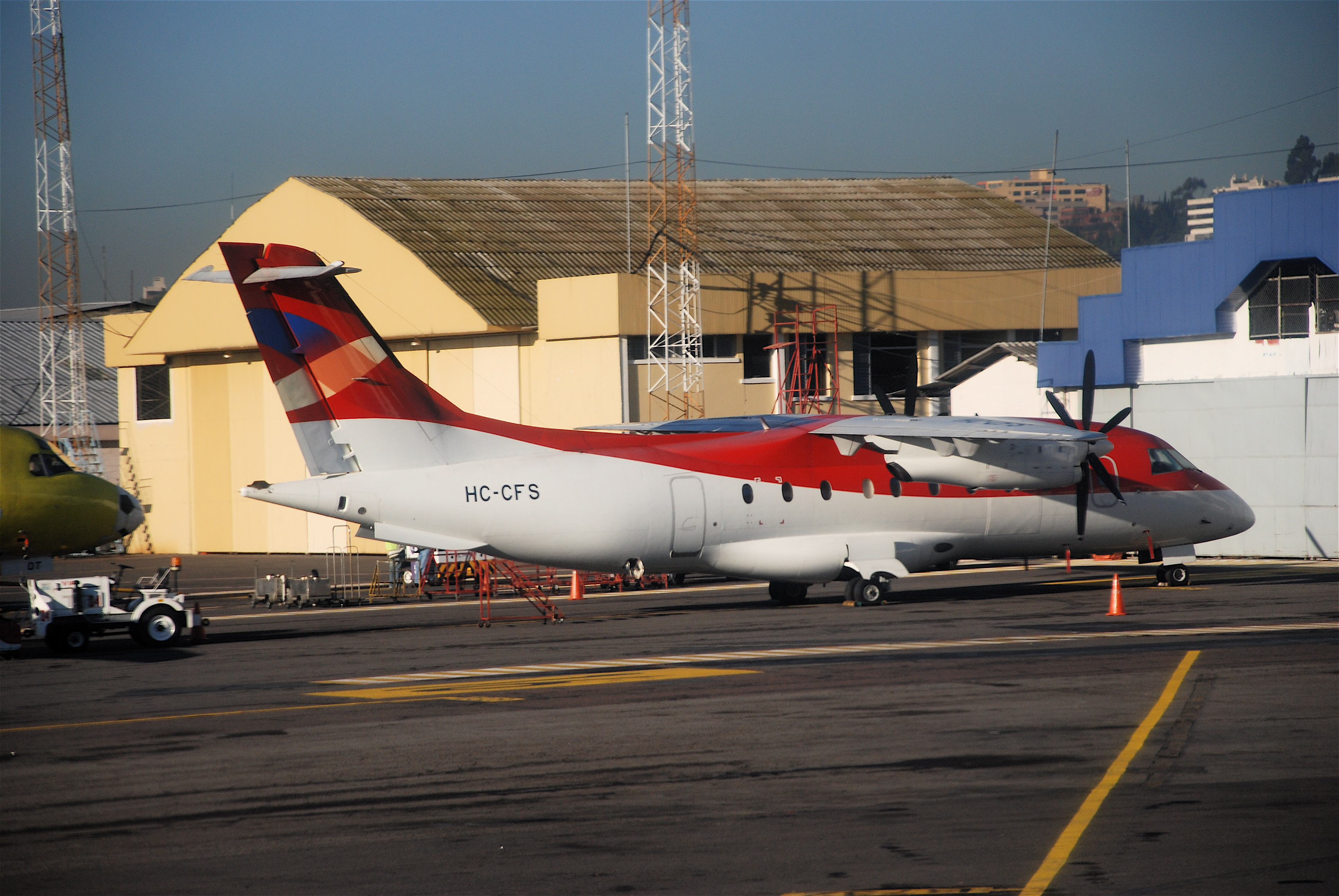
Dornier 328 (HC-CFS) de VIP Ecuador en el Aeropuerto Internacional Mariscal Sucre (2008)

## Antiguos destinos
| Destinos                                                                               | Aeropuertos                                     | Año de cese | Notas                 |
| -------------------------------------------------------------------------------------- | ----------------------------------------------- | ----------- | --------------------- |
| Cuenca, Azuay                                                                          | Aeropuerto Internacional Mariscal Lamar         | 2011        | Operó desde UIO       |
| [[Archivo:\|20x20px\|border\|Bandera de Esmeraldas]] Esmeraldas, Esmeraldas            | Aeropuerto Coronel Carlos Concha Torres         | 2011        | Operó desde UIO y GYE |
| Guayaquil, Guayas                                                                      | Aeropuerto Internacional José Joaquín de Olmedo | 2010        | HUB secundario        |
| Lago Agrio, Sucumbíos                                                                  | Aeropuerto de Nueva Loja                        | 2012        | Operó desde UIO       |
| Manta, Manabí                                                                          | Aeropuerto Internacional Eloy Alfaro            | 2012        | Operó desde UIO       |
| El Coca, Orellana                                                                      | Aeropuerto Francisco de Orellana                | 2012        | Operó desde UIO       |
| Portoviejo, Manabí                                                                     | Aeropuerto Reales Tamarindos                    | 2011        | Operó desde UIO       |
| [[Archivo:\|20x20px\|border\|Bandera de Pichincha]] Quito, Pichincha                   | Aeropuerto Internacional Mariscal Sucre         | 2012        | HUB                   |
| [[Archivo:\|20x20px\|border\|Bandera de Santa Elena (provincia)]] Salinas, Santa Elena | Aeropuerto General Ulpiano Páez                 | 2008        | Operó desde UIO       |